# Luigi Morgano
Luigi Morgano (ur. 15 marca 1951 w Brescii) – włoski polityk, działacz katolicki i samorządowy, deputowany do Parlamentu Europejskiego VIII kadencji.

## Życiorys
Ukończył pedagogikę na Katolickim Uniwersytecie Najświętszego Serca. Pozostał pracownikiem tej uczelni, pełniąc m.in. funkcję dyrektora filii w Brescii. Był również redaktorem naczelnym oraz dyrektorem w wydawnictwie La Scuola. Zajmował stanowisko przewodniczącego krajowej federacji włoskich przedszkoli (FISM), następnie został sekretarzem generalnym tej organizacji. Uzyskiwał mandat radnego Brescii (po raz pierwszy w 1980), w różnych okresach pełnił funkcje asesora w zarządzie miejskim i wiceburmistrza. Był członkiem rady nadzorczej i zarządu przedsiębiorstwa A2A, zajmującego się m.in. dystrybucją energii i gazu.
Luigi Morgano był działaczem m.in. partii Margherita. W 2007 dołączył do Partii Demokratycznej. W wyborach w 2014 z ramienia PD został wybrany na eurodeputowanego.